# Ombre inversée

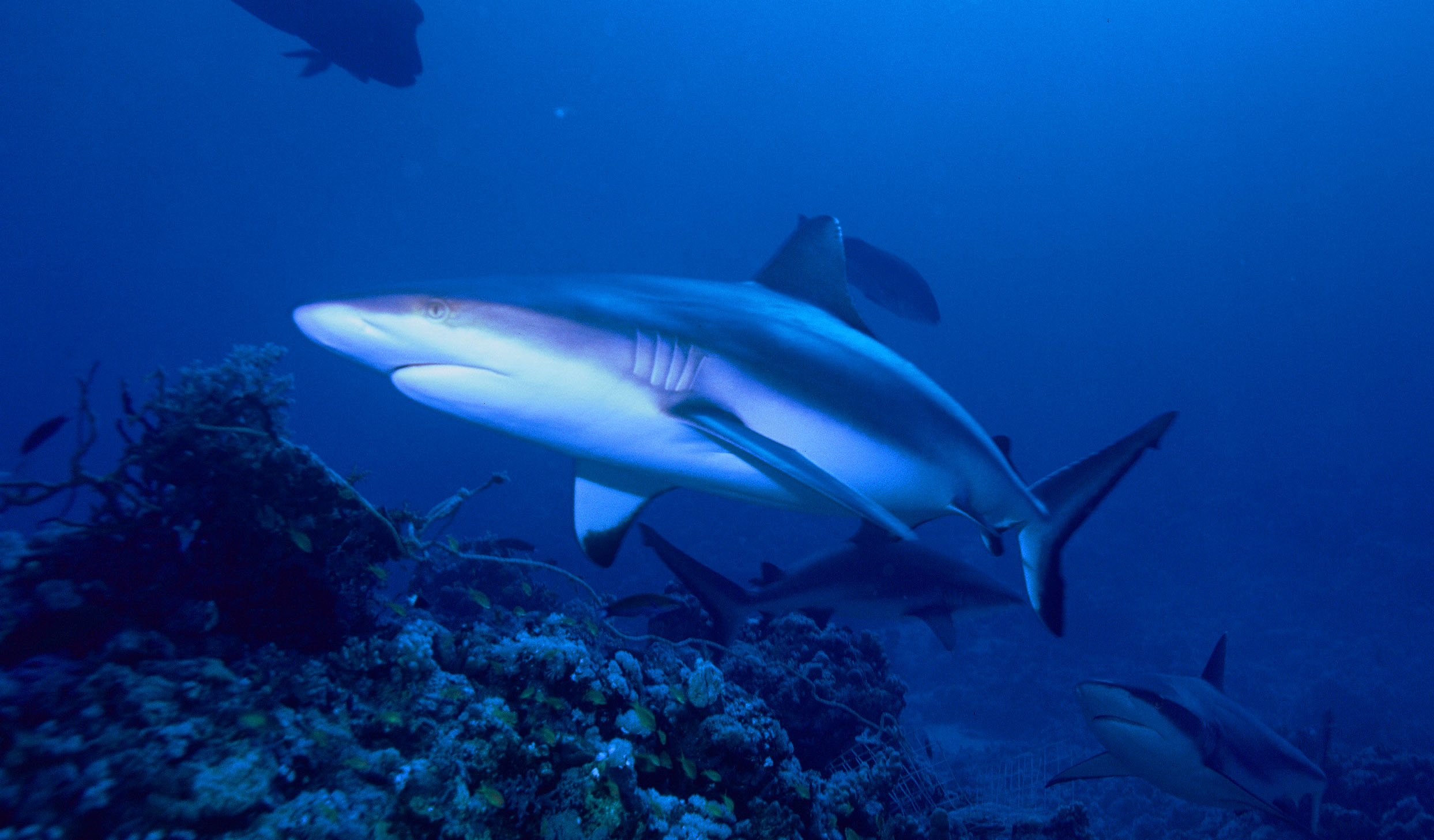
L'ombre inversée est utilisée par le requin à queue noire.

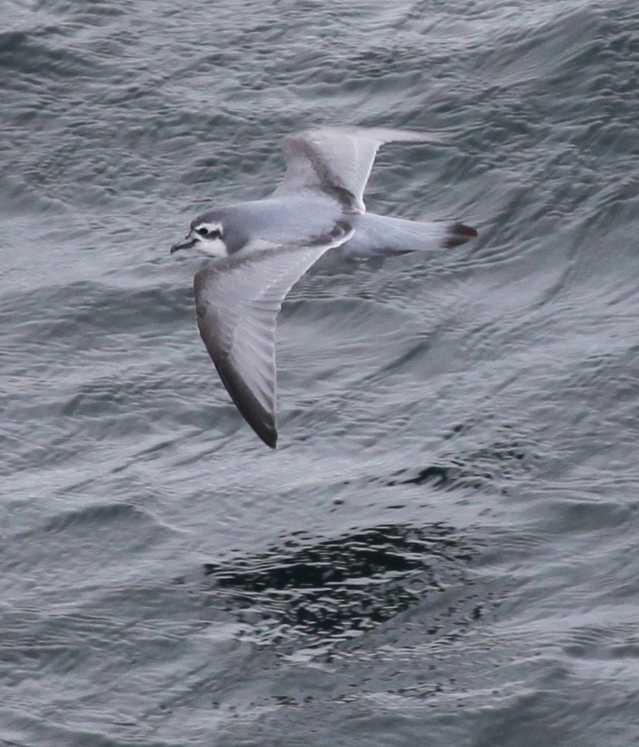
Le camouflage par ombre inversée du prion de la Désolation lui permet d'échapper à la vigilance de ses prédateurs en mer (labbes, pétrels).

L’ombre inversée, appelée aussi contre-tonalité (en anglais countershading), contre-coloration ou loi de Thayer, est une forme de camouflage passif utilisée par de nombreuses espèces de mammifères, de reptiles, d'oiseaux et de poissons, au moins depuis la période crétacée. Cette stratégie de cryptisme se traduit par une pigmentation plus sombre sur la face dorsale que sur la face ventrale (colorations cryptiques à l'origine d'un fort contraste dorso-ventral), dégradé exactement inverse de celui qu'engendre la lumière qui les éclaire. Ce camouflage permet à l'animal de présenter une teinte uniforme, neutralisant les effets de l'auto-ombrage et offrant une meilleure harmonisation avec l'arrière-plan.
Quand un objet solide de couleur uniforme est éclairé d'en haut, la distribution de la lumière est inégale : il apparaît plus clair au-dessus et plus sombre au-dessous, ce qui rend l'animal plus facile à détecter pour ses prédateurs ou proies potentielles. L'ombre inversée contrebalance les effets de l'ombrage et donne aux objets une apparence « plate » quand ils sont vus de côté.
Si les preuves empiriques confirment cet avantage sélectif pour les organismes marins, elles font défaut pour les animaux terrestres et aériens, à l'exception de certains oiseaux marins. Chez les poissons, ce camouflage « est souvent combiné avec la présence de raies transversales, légèrement courbées, alternativement claires et sombres ». Ces motifs disruptifs « dessinent sur le corps du poisson les lignes d'ombre et de clarté que fait le soleil jouant sur les menues vagues courtes entretenues par la brise du large ».
L'ombre inversée se distingue de la contre-illumination, camouflage actif.
De nombreux animaux utilisent au contraire une coloration aposématique (d'avertissement) qui les rend plus visibles.

## Galerie

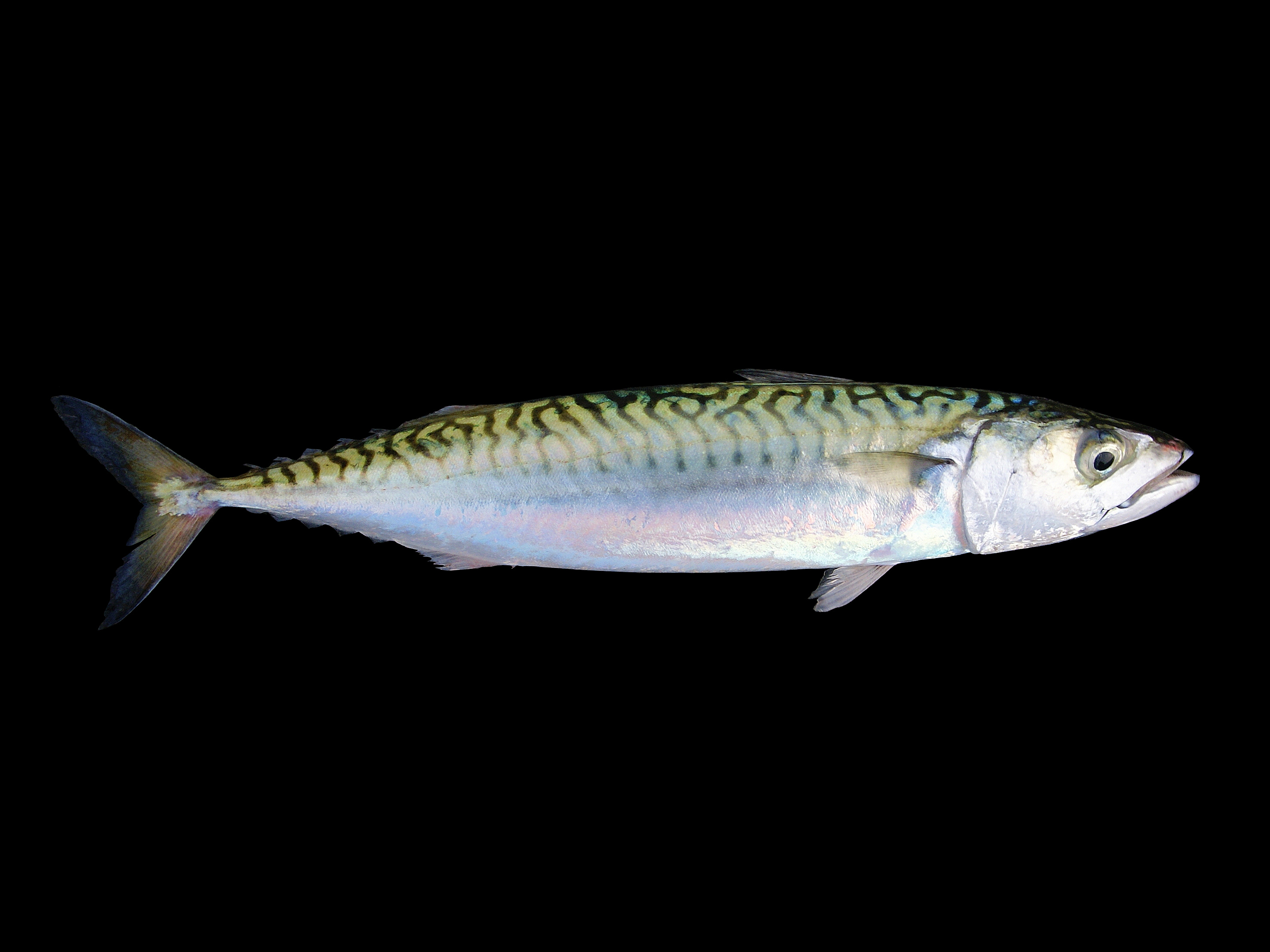
Le maquereau commun présente un triple camouflage : ombre inversée, raies transversales et argenture[6].
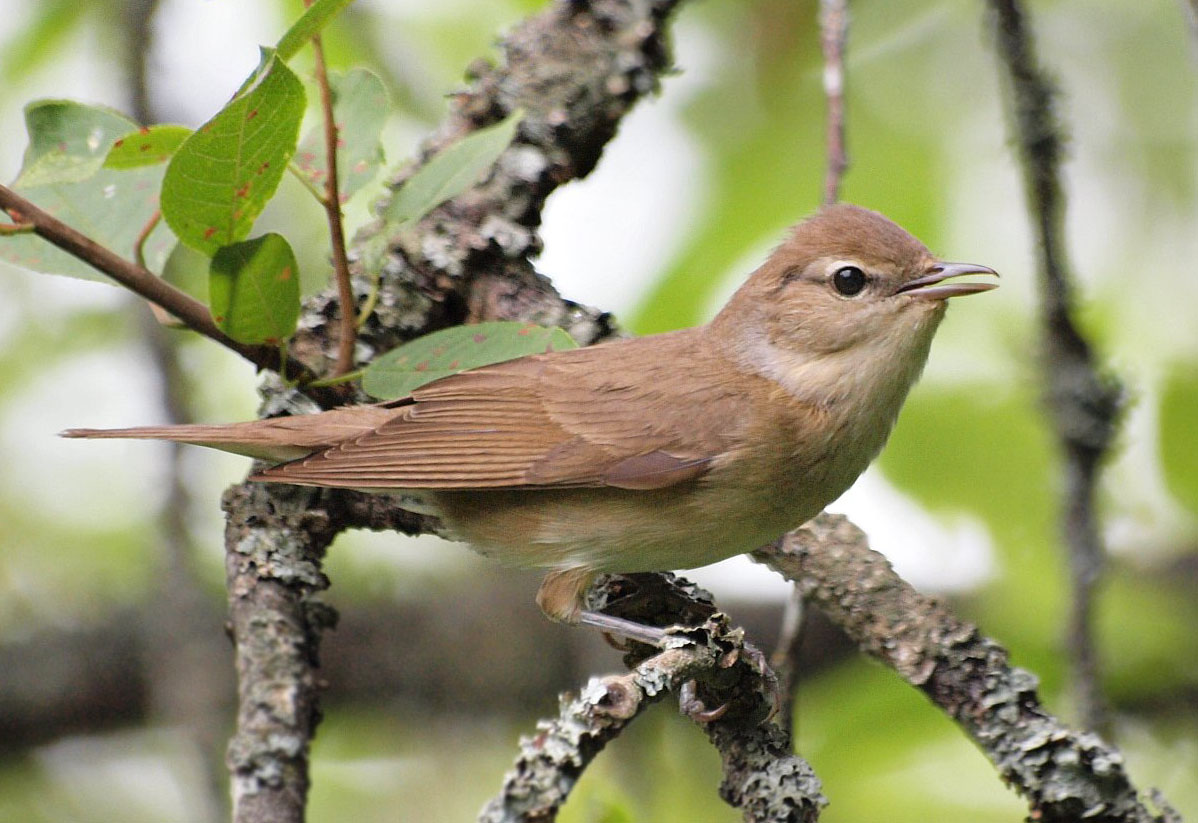
Vue de côté, la Fauvette des jardins semble presque uniformément colorée.
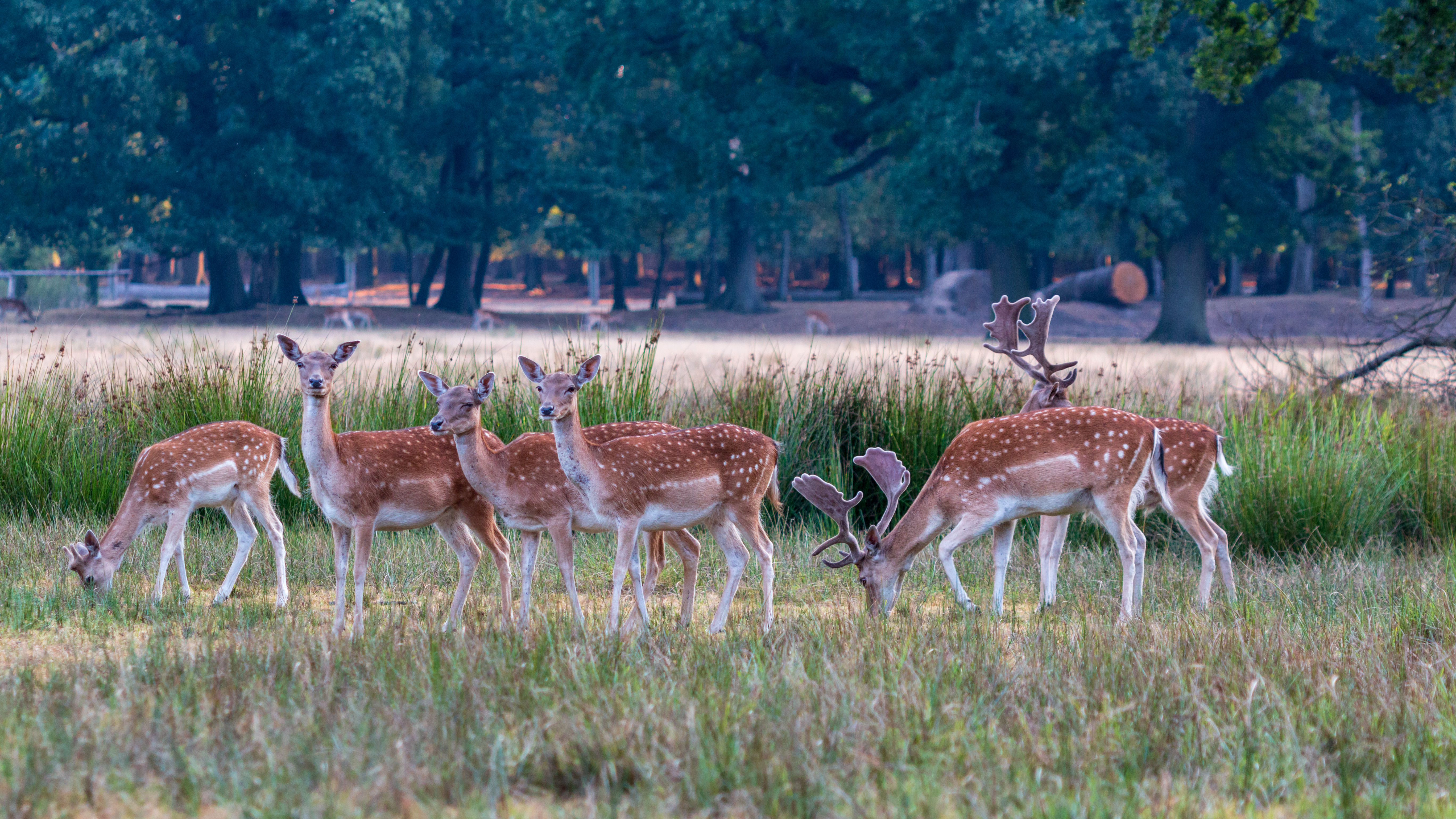
Ombre inversée renforcée par la coloration disruptive chez le daim.
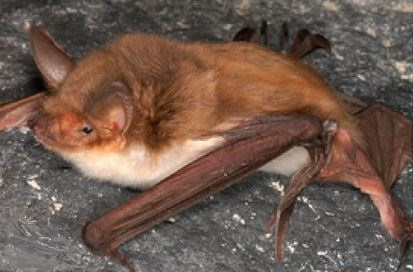
Deux adaptations (pieds énormes avec des doigts allongés et ombre inversée) permettent au murin pêcheur de se nourrir de poissons et de crustacés.